# Yeshey Gyeltshen
Yeshey Gyeltshen (ur. 11 lutego 1983) – bhutański piłkarz grający na pozycji napastnika, trzykrotny reprezentant Bhutanu, grający w reprezentacji w latach 2005–2009.

## Kariera klubowa
Gyeltshen karierę klubową rozpoczął w 2004 roku w rodzimym klubie Druk Pol Thimphu, i grał w nim do 2006 roku. Od następnego sezonu reprezentował klub Druk Star Thimphu, w którym gra do dzisiaj (stan na 8 lipca 2012).

## Kariera reprezentacyjna
Yeshey Gyeltshen rozegrał w reprezentacji 3 oficjalne spotkania; w żadnym z nich nie udało mu się zdobyć gola.